# Ibarra

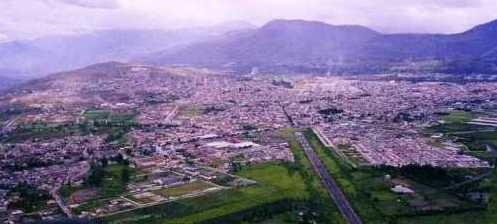
Ibarra

Ibarra je město v severním Ekvádoru a hlavní město provincie Imbabura. V roce 1990 dosáhl počet obyvatel čísla 80 477. Leží na úpatí sopky Imbabura na levém břehu řeky Tahuando. Nachází se asi 45 mil severozápadně od hlavního města Ekvádoru Quito.

## Historie
Ibarra byla založená Španěly v roce 1606.

## Sport
- V roce 2007 se zde konalo Mistrovství světa juniorů ve sportovním lezení 2007.